# Île Leskov
L'Île Leskov est une île volcanique inhabitée des îles Sandwich du Sud. D'une dimension de 1,5 km de long, et située à 48 km à l'est de l'île Visokoi. Elle fut découverte en 1819 lors d'une expédition russe commandée par Fabian Gottlieb von Bellingshausen, qui l'a nommée ainsi en l'honneur du troisième lieutenant du Vostok de l’Expédition Bellingshausen.